# Constitución portuguesa de 1911
La Constituición Política da República Portuguesa de 1911 fue la cuarta constituición portuguesa y la primera constitución republicana del país.

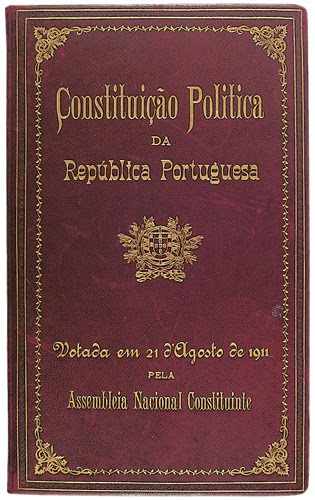
Capa da Constituição Política da República Portuguesa de 1911

## Precedentes
El 11 de marzo de 1911, el Gobierno Provisorio de la República Portuguesa procedió a la publicación de una nueva ley electoral (destinada a sustituir la ley del gobierno de Hintze Ribeiro de 1895, conocida como la «ignóbil porcaria»), para la realización de elecciones para la Asamblea Nacional Constituyente (ANC). Esta ley electoral restringía bastante el derecho de voto, relativamente a su predecesora. 
Fueron elegidos 226 diputados, en su gran mayoría pertenecientes al Partido Republicano Portugués, el gran responsable del derrocamiento de la monarquía. La Asamblea inició sus labores el 19 de junio de 1911, bajo la presidencia de Anselmo Braamcamp Freire; en la sesión inaugural, declaró abolida la monarquía y reiteró la proscripción de la familia de Braganza; sancionó por unanimidad la Revolución del 5 de Octubre y declaró beneméritos de la patria a los que lucharon por la República; dotó de legalidad a todos los actos políticos del Gobierno Provisional, eligiendo de inmediato una comisión encargada de elaborar la constitución, constituida por João Duarte de Menezes, José Barbosa, José de Castro, Correia de Lemos y Magalhães Lima.

## Influencias y objetivos
Las Constituciones monárquicas portuguesas de 1822 y de 1838 (sobre todo la primera, la más radical), la Constitución de la República Brasileña de febrero de 1891, así como el programa del PRP fueron los referentes de la primera constitución de la República Portuguesa. Por su radicalismo democrático, se puede afirmar que la constitución de 1911 es un resurgimiento del espíritu vintista, destacando la consagración del sufragio directo en la elección del parlamento, la soberanía residente en la nación y la división en tres de los poderes políticos.
Sin embargo, fueron presentados a la ANC doce propuestas para la nueva constitución, aunque ninguna de ellas en nombre del Partido Republicano Portugués o del Gobierno Provisional.
La discusión constituyente antes la aprobación de la Constitución fue bastante larga, incidiendo principalmente sobre la cuestión del presidencialismo, presente en el proyecto de la comisión que presidía Magalhães Lima (orientación que sería rechazada, aunque por un pequeño margen de votos), y sobre la cuestión de la existencia de una o dos cámaras legislativas (ya que el principio de la supremacía parlamentaria tenía relativo consenso), prevaleciendo esta última.
A pesar de eso, el nuevo texto constitucional fue redactado en un tiempo récord de tres meses: fue aprobada el 18 de agosto de 1911 y entró en vigor el 21 de ese mismo mes. El texto fue firmado por Anselmo Braamcamp Freire, como presidente, y por Baltazar Teixeira y Castro Lemos, como secretarios.

## Características del texto constitucional
La constitución política de la República Portuguesa de 1911 se destaca por haber consagrado un nuevo régimen político (la República) siendo además el texto más corto de la historia constitucional portuguesa con apenas 87 artículos, agrupados en siete títulos:
- De la forma del Gobierno y del territorio de la Nación Portuguesa
- De los derechos y garantías individuales
- De la soberanía y de los poderes del Estado
- De las instituciones locales administrativas
- De la administración de las Provincias Ultramarinas
- Disposiciones generales
- De la revisión constitucional

Aunque a lo largo de los más de cien años de existencia de la República en Portugal, muchos historiadores han afirmado que «la única originalidad de la Constitución de 1911 fue la sustitución del rey por el presidente»  (lo que, solo por sí, acarrea otros cambios, como la sustitución de la sucesión hereditaria por la elección política del jefe del Estado), un análisis sucinto de la constitución permite demostrar lo contrario, encontrándose varios aspectos importantes.

### Derechos y garantías
La constitución consagraba, en su Título II (De los derechos y garantías individuales), los derechos y garantías individuales típicamente liberales, ya incluidos en las anteriores constituciones y en la carta constitucional. De hecho, a lo largo de los treinta y ocho números del art. 3.º, se consagra un numeroso conjunto de derechos, de los cuales destacan la libertad (n.º 1) —definida por la fórmula «ninguém pode ser obrigado a fazer ou a deixar de fazer alguma coisa senão em virtude da Lei»—, la igualdad civil (n.º 2) —resumida a «a Lei é igual para todos»—, el derecho de propiedad (n.º 25), o el derecho de resistencia a cualquier medida destinada a destruir y/o reprimir las garantías individuales legalmente recogidas (n.º 37).
A estos se juntaron nuevos derechos caracteristicamente republicanos, y la afirmación plena de otros, como la igualdad social (n.º 3) entre todos los ciudadanos —precepto resultante de la negación de cualquier privilegio de nacimiento, de los fueros de la nobleza, y también la supresión de los títulos nobiliarios, de las dignidades de los pares y de los consejeros, e incluso de las órdenes honoríficas tradicionales (lo que, como es evidente, no derivaría para una igualdad económica, algo que la República nunca consiguió realizar, ya que no encontró medios para mejorar las precarias condiciones de vida de la gran mayoría de la población) o las libertades de expresión y de pensamiento (n.º 13), de reunión y de asociación (n.º 14), y el derecho a la asistencia pública (n.º 29).
Finalmente, también el laicismo se convirtió en un derecho constitucional, postulado a través de la libertad de creencia y de conciencia (n.º 4), de la igualdad de todos los cultos religiosos (n.º 5), de la secularización de los cementerios (n.º 9), de la laicización de la enseñanza (n.º 10), de la inadmisibilidad en Portugal de las congregaciones religiosas y de la Compañía de Jesús (n.º 12) y de la obligatoriedad del registro civil (n.º 33). Se cumplía así, después de las leyes emanadas del Gobierno Provisional, el programa de laicización y secularización que había sido uno de los puntos más trabajados de la propaganda republicana.
La constitución de 1911 alejó el sufragio censitario vigente durante la monarquía; sin embargo, no consagró el sufragio universal, pues no dotó de capacidad electoral a las mujeres, a los analfabetos y, en parte, a los militares. Al mismo tiempo, fue también la primera constitución portuguesa que estableció la obligatoriedad del servicio militar (art. 68).

## Vigencia
La constitución de 1911 estuvo en vigor en Portugal entre 21 de agosto de 1911 (fecha de su entrada en vigor) y 9 de junio de 1926 (fecha de la publicación del decreto dictatorial que disolvió oficialmente el Congreso de la República, momento en que cesó de hecho la vigencia de la misma, siendo sustituida por el texto constitucional que entró en vigor siete años más tarde, después de un plebiscito realizado el 11 de abril de 1933.